# Везир
 Тази статия е за везира в Османската империя и ислямските страни.  За везира в Древен Египет вижте Везир (Древен Египет).  
Везир (на арабски език: وزير, уазийр) е титла на министър и висш сановник в много мюсюлмански държави, глава на администрация, както военна, така и гражданска. Думата „везир“ на арабското значение на дума „носещ тежест“.
В Османската империя върховният, или велик везир, (на персийски: везир-и азам, садр-азам) оглавява правителството (порту), обнародва укази на султана (ираде), издава от името на султана укази (фермани), подписва мирни договори.
С ликвидацията на султаната (Османската империя) в Турция (1922) длъжността е закрита.

## Състав на дивана
С течение на времето съставът на везирите в дивана нараствал. През 15 век те са само трима – кадъаскерите на Румелия и Анадола и главният дефтердар, през 16 век те стават 7, докато през 17 век броят им се увеличава на 9.